# Religión en Andalucía

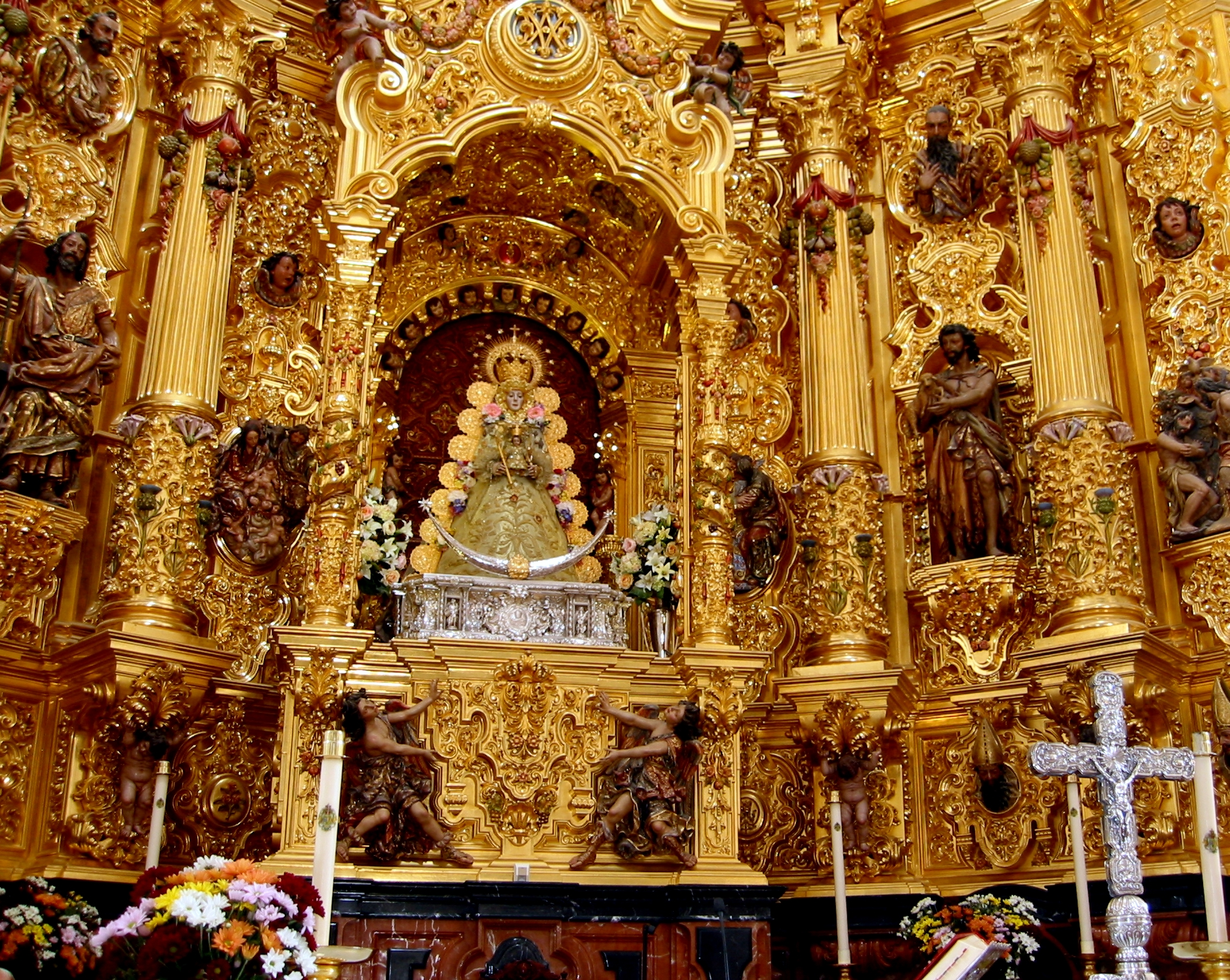
Virgen de El Rocío.

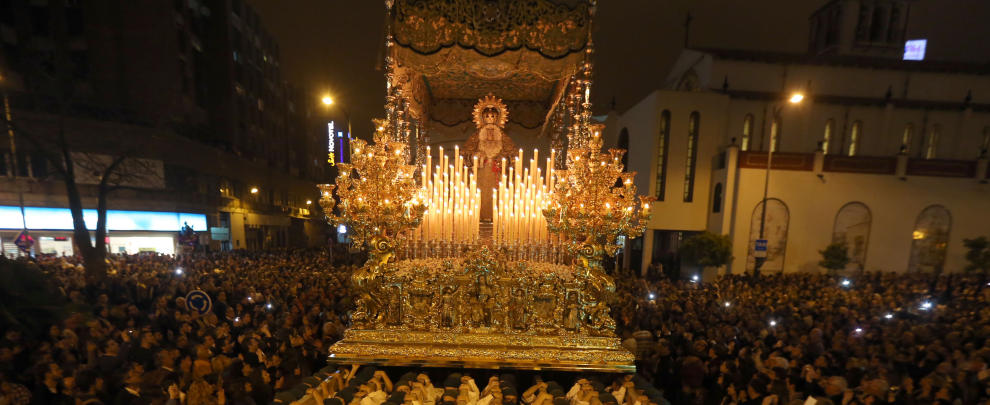
La Esperanza de Málaga

La religión mayoritaria en Andalucía es el catolicismo. Según el CIS en junio de 2022 el 23,8% de la población de Andalucía era Católica practicante, el 40,4% católica no practicante,  el 2,0% creyente de otra religión, el 9,2% agnóstico y el 23,4% se definía como indiferente, no creyente y/o ateo.

## Cristianismo

### Iglesia católica

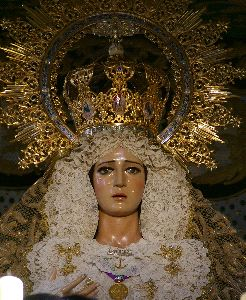
La Esperanza de Málaga

El cristianismo estuvo presente en tierras andaluzas desde fechas muy tempranas, como atestiguan la basílica paleocristiana de Marbella y el Sarcófago paleocristiano de Martos. Durante la persecución de los cristianos, fueron numerosos los martirios en Andalucía, como el de Santa Justa y Santa Rufina en Sevilla, San Servando y San Germán en Cádiz, San Ciriaco y Santa Paula en Málaga, San Zoilo, San Acisclo y Santa Victoria en Córdoba, San Tesifón y San Indalecio en Almería, San Cecilio, y San Hiscio en Granada, cuya supuesta historia está recogida en los libros plúmbeos del Sacromonte. El Concilio de Elvira, celebrado en el siglo IV, fue el primer concilio que se celebró en Hispania, sentando las bases de la Iglesia Española. 

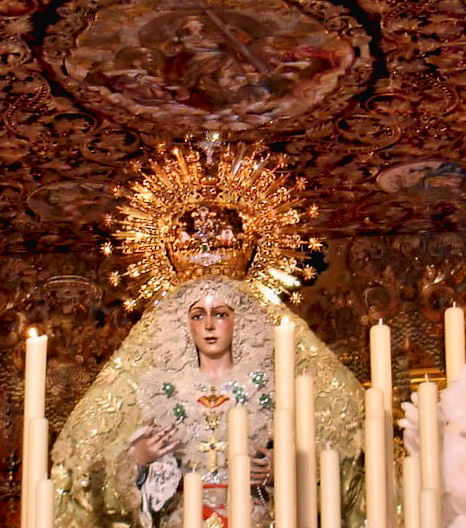
La Macarena.

Durante el reino visigodo de Toledo, el Arzobispado de Sevilla, fue la sede primada, con personalidades de la talla de San Leandro y San Isidoro de Sevilla. La conversión de San Hermenegildo, influenciado por su esposa franca de condición católica (Ingunda y por el propio San Leandro, provocó su rebelión y tiranía en la Bética -de donde probablemente era gobernador-. Su conversión provocó su captura y martirio y fue fundamental para la conversión definitiva de los visigodos del arrianismo al catolicismo bajo el reinado de su hermano Recaredo. 
Durante la dominación islámica en tiempos de al-Ándalus, la religión cristiana se mantuvo en las comunidades mozárabe, como atestiguan los mártires San Eulogio, Santa Leocricia de Córdoba y la iglesia mozárabe de Bobastro.
Durante la Edad Moderna, Andalucía desempeñó un papel fundamental en la evangelización de América, con figuras como Fray Bartolomé de las Casas. Asimismo, San Juan de Dios es una personalidad religiosa muy destacable en la ciudad de Granada. En esa época, Andalucía destacó por su férrea defensa del dogma de la Inmaculada Concepción, mucho antes de que fuera admitido oficialmente por la Iglesia católica. 

Uno de los aspectos más importantes de la religiosidad popular es su tradicional devoción a la Virgen María, que hace que Andalucía se conozca como «la tierra de María Santísima». Otro aspecto fundamental son las procesiones de Semana Santa y las romerías, como la de la Virgen de la Cabeza y la Romería del Rocío.

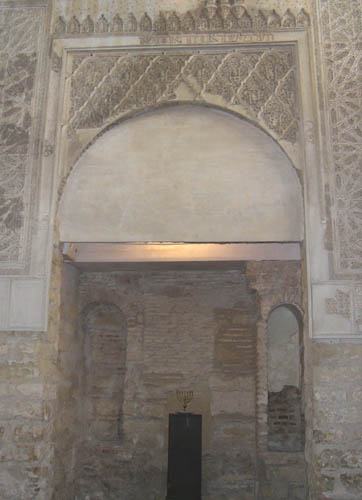
Sinagoga de Córdoba.

### Protestantismo
Las Iglesias Evangélicas cuentan con un número significativo de fieles, notablemente entre la comunidad gitana, mientras que las comunidades de expatriados europeos cuentan con templos anglicanos y luteranos esparcidos por la costa mediterránea. 

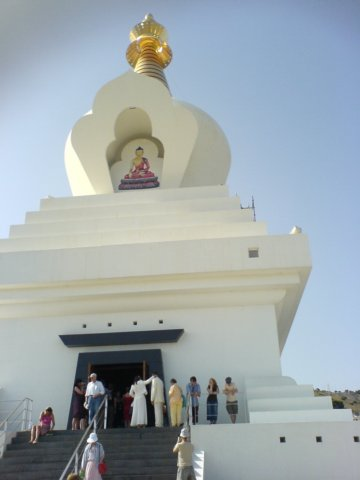
Stupa de la Iluminación, Benalmádena.

### Iglesia mormona
También cabe destacar la presencia de La Iglesia de Jesucristo de los Santos de los Últimos Días, más conocida como mormonismo, que cuenta con la misión de España-Málaga, pudiendo encontrarse servicios religiosos para esta comunidad en Marbella. Hay 800 miembros en Sevilla, ciudad en la que se empezó a construir un templo También hay mormones en Cádiz, organizándose en San Fernando dicha iglesia en septiembre de 1978 y en el año 1988 en la localidad de El Puerto de Santa María. En Granada también hay una comunidad mormona que cuenta con más de 25 años de presencia en la ciudad.

## Judaísmo e islam
En Andalucía, como en el resto de la península ibérica, convivieron junto a los cristianos comunidades judías y musulmanas, hasta que fueron expulsadas tras la conquista castellana en los siglos XV y XVII. La presencia hebrea en Andalucía está constatada por la existencia de juderías en casi todas las ciudades importantes de la época y poblaciones enteramente judías como Lucena o personajes ilustres como Maimónides. El judaísmo volverá a aparecer a partir de la guerra de África y cuenta con una importante comunidad en la Costa del Sol. También la religión islámica ha reaparecido en territorio andaluz con el fenómeno de la inmigración y la apertura de mezquitas en pueblos y ciudades. La Mezquita Basharat, en la localidad cordobesa de Pedro Abad, inaugurada en 1982, fue la primera mezquita construida en España en 700 años. También en la provincia de Córdoba, en Almodóvar del Río, se encuentra la sede nacional de la Junta Islámica de España, presidida por el malagueño Mansur Escudero y el Instituto Halal, primer organismo certificador en España de alimentos aptos para el consumo de musulmanes. La gran antigüedad de la Sinagoga y la Mezquita de Córdoba hace que estos dos edificios tengan un gran valor religioso y emblemático para ambas religiones. 

## Hinduismo y budismo
También están presentes en Andalucía el hinduismo y el budismo. El templo hindú de Benalmádena es un ejemplo de arquitectura religiosa hindú. Mientras que por parte del budismo tenemos la Estupa de la Iluminación, que es la mayor estupa budista de Occidente, también situada en Benalmádena. La Estupa de Kalachakra de la escuela Camino del Diamante o el Templo de la Paz de la comunidad Kadampa son otros de los centros budistas más representativos.